# 苏溪乡
苏溪乡，是中华人民共和国四川省广安市广安区曾经下辖的一个乡。2019年12月，撤销苏溪乡，原苏溪乡所属行政区域为大龙镇的行政区域。

## 行政区划
苏溪乡撤销前下辖以下地区：
山泉村、金泉村、观岩村、白沙村、古家村、九龙村、石柱村、苏溪村、山清村、马安村、干埝村和洞梁村。